# Święta Apolonia (obraz Francisca de Zurbarána)

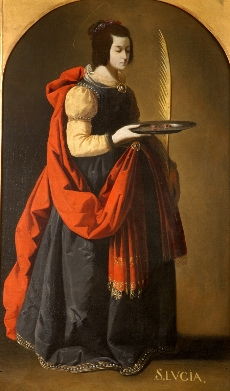
Święta Łucja – pendant Św. Apolonii.

Święta Apolonia (hiszp. Santa Apolonia) – obraz Francisca de Zurbarána przedstawiający św. Apolonię z Aleksandrii.

## Okoliczności powstania
Święta Apolonia należy do serii obrazów przedstawiających święte dziewice, namalowanych przez Zurbarána i jego warsztat. Powstały w odpowiedzi na liczne zlecenia napływające z różnych instytucji religijnych. Święte Zurbarána to zwykle młode i bardzo eleganckie postacie kobiece, przepełnione pięknem i spokojem, ukazane bez oznak bólu czy cierpienia. Mają niewiele cech mistycznych, mimo że każda z nich posiada atrybuty związane z męczeństwem lub nadprzyrodzonym wydarzeniem, w którym brały udział. Obrazy były krytykowane przez część duchowieństwa, które uważało pompatyczne i ozdobne stroje świętych za nieprzyzwoite, twierdząc, że wyglądają jak zwykłe damy, a nie święte dziewice. Zurbarán bronił się przed krytyką, argumentując, że piękne stroje nadawały postaciom realizm i wzmacniały kult wiernych.

## Opis obrazu
Święta Apolonia, dziewica, męczennica i święta Kościoła katolickiego, żyła w IV w. Zginęła podczas prześladowań chrześcijan, gdyż nie wyrzekła się Boga. Została przedstawiona jako piękna, młoda dama, mimo że w czasie swojego męczeństwa była już w podeszłym wieku. Jest ubrana w jedwabny strój o delikatnych, harmonijnych kolorach. Jej atrybutami są: korona ze świeżych kwiatów jako symbol dziewictwa, liść palmowy jako symbol męczeństwa oraz szczypce z zębem symbolizujące narzędzie jej męki. Według legendy prześladowcy Apolonii połamali i wyrwali jej zęby, a ona sama rzuciła się na stos przygotowany do spalenia. Zurbarán łagodzi tragiczną historię świętej, nadając jej spokojny wygląd młodej kobiety o lekko zaróżowionych policzkach. Święta jest zwrócona w prawo, prawdopodobnie w kierunku ołtarza.
Obraz prawdopodobnie został namalowany do głównego ołtarza kościoła klasztoru de la Merced Descalza w Sewilli (obecnie siedziba Muzeum Sztuk Pięknych w Sewilli), razem z wizerunkiem Świętej Łucji. Oba obrazy miały takie samy wymiary i format. Radiografia Św. Apolonii wykazała, że górna część płótna miała kształt łuku, podobnie jak wizerunek św. Łucji, ale została poszerzona. W lewym dolnym rogu znajduje się inskrypcja S. POLO/NIA.

## Proweniencja
Obraz prawdopodobnie pochodzi z klasztoru de la Merced Descalza w Sewilli. W 1810 razem z pendantem znajdował się w Alkazarze w Sewilli, a w 1852 w prywatnej kolekcji marszałka Soulta. 17 kwietnia 1867 Muzeum w Luwrze zakupiło obraz od spadkobierców Soulta.